# Prasville
Prasville ist eine französische Gemeinde mit 449 Einwohnern (Stand: 1. Januar 2022) im Département Eure-et-Loir in der Region Centre-Val de Loire. Sie gehört zum Arrondissement Chartres und ist Mitglied im Gemeindeverband Communauté de communes Cœur de Beauce. Die Einwohner werden Prasvillois und Prasvilloises genannt.

## Geografie
Prasville liegt im Osten des Départements Eure-et-Loir auf einer mittleren Höhe von 136 Metern über dem Meeresspiegel 80 Kilometer südwestlich von Paris und 25 Kilometer südöstlich von Chartres, dem Sitz der Präfektur des Départements. Das Gemeindegebiet hat eine Fläche von 16,58 Quadratkilometern und umfasst auch den Weiler Mondonville Sainte-Barbe und das Gehöft Lansainvilliers.

## Geschichte
Prasville wurde 979 unter dem lateinischen Namen Probata villa, ‚bewährtes Landgut‘, erstmals urkundlich erwähnt, als die Ortschaft der Abtei Saint-Père-en-Vallée in Chartres geschenkt wurde. Das Lehen Prasville unterstand dem Haus Le Puiset. In der Nähe von Prasville lag Les Juifs, die Residenz Hugo Capets, in der er am 24. Oktober 996 gestorben ist. Um 1151 besaß Adam Hareng, der Profos von Janville (Eure-et-Loir), Ländereien in Prasville. 1232 tauchte Prasville als Praesvilla in Schriftstücken auf, als Prasville Le Hareng im Jahr 1565.
1736 wurde die Gemeinde Saint Lubin de Prasville genannt. Am 30. April 1769 brannte fast die ganze Ortschaft nieder. 1793 erhielt Prasville als Praville im Zuge der Französischen Revolution (1789–1799) den Status einer Gemeinde und 1801 ebenfalls als Praville durch die Verwaltungsreform unter Napoleon Bonaparte (1769–1821) das Recht auf kommunale Selbstverwaltung. Im Deutsch-Französischen Krieg war Prasville vom 17. November 1870 bis zum 16. März 1871 von preußischen Truppen besetzt.
Im Zweiten Weltkrieg (1939–1945) wurden zwei Bewohner durch die deutschen Besatzer am 23. Juni 1944 hingerichtet, weil sie einem Piloten aus den USA geholfen hatten. Im August 1944 wurden fünf Mitglieder der Résistance aus Prasville gefangen genommen und am 11. August in Moutiers (Eure-et-Loir) durch Angehörige der SS hingerichtet.

### Bevölkerungsentwicklung
| Jahr                       | 1962 | 1968 | 1975 | 1982 | 1990 | 1999 | 2006 | 2019 |
| Einwohner                  | 335  | 326  | 283  | 261  | 257  | 294  | 324  | 433  |
| Quellen: Cassini und INSEE |      |      |      |      |      |      |      |      |

## Sehenswürdigkeiten
Die Motte von Prasville stammt aus dem 10. bis 12. Jahrhundert. Sie hat einen Durchmesser von etwa 40 Metern, ist wie ein Kegelstumpf geformt und von einem trockenen Graben umgeben, der als Gehweg genutzt wird. Sie war der Sitz der alten Seigneurie von Prasville.

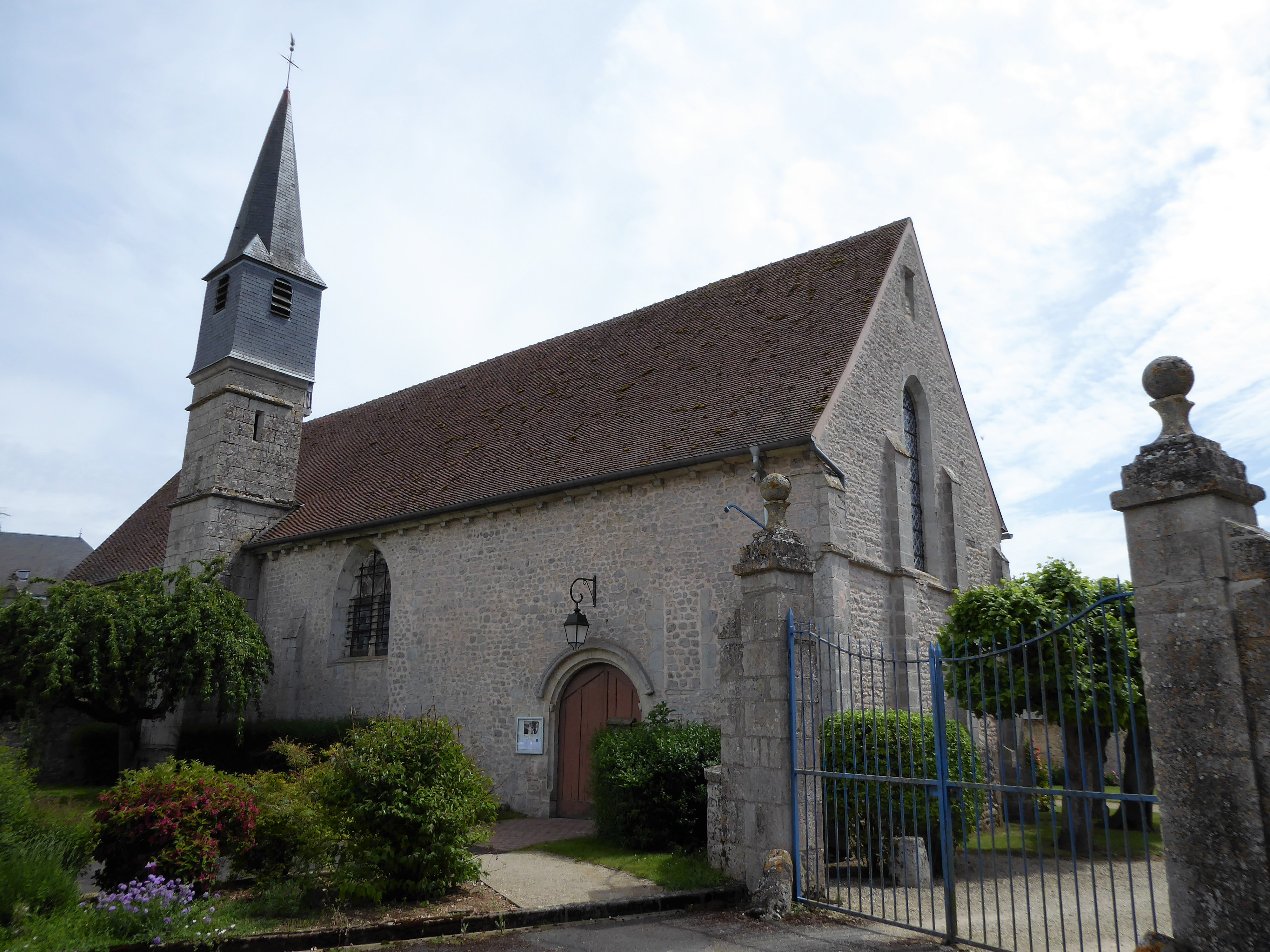
Kirche Saint-Lubin